# Dobruń (rejon briański)
Dobruń (ros. Добрунь) – wieś (dieriewnia) w Rosji, w obwodzie briańskim, w rejonie briańskim. W 2010 liczyła 4482 mieszkańców.